# Selaginella apoda
Selaginella apoda, comúnmente conocida como espiga prado de musgo, es una especie de licófita perteneciente a la familia Selaginellaceae.

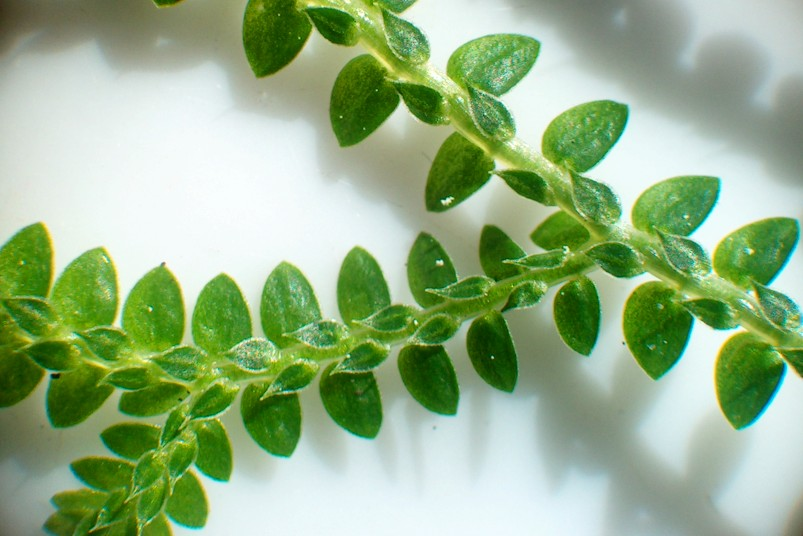
Detalle

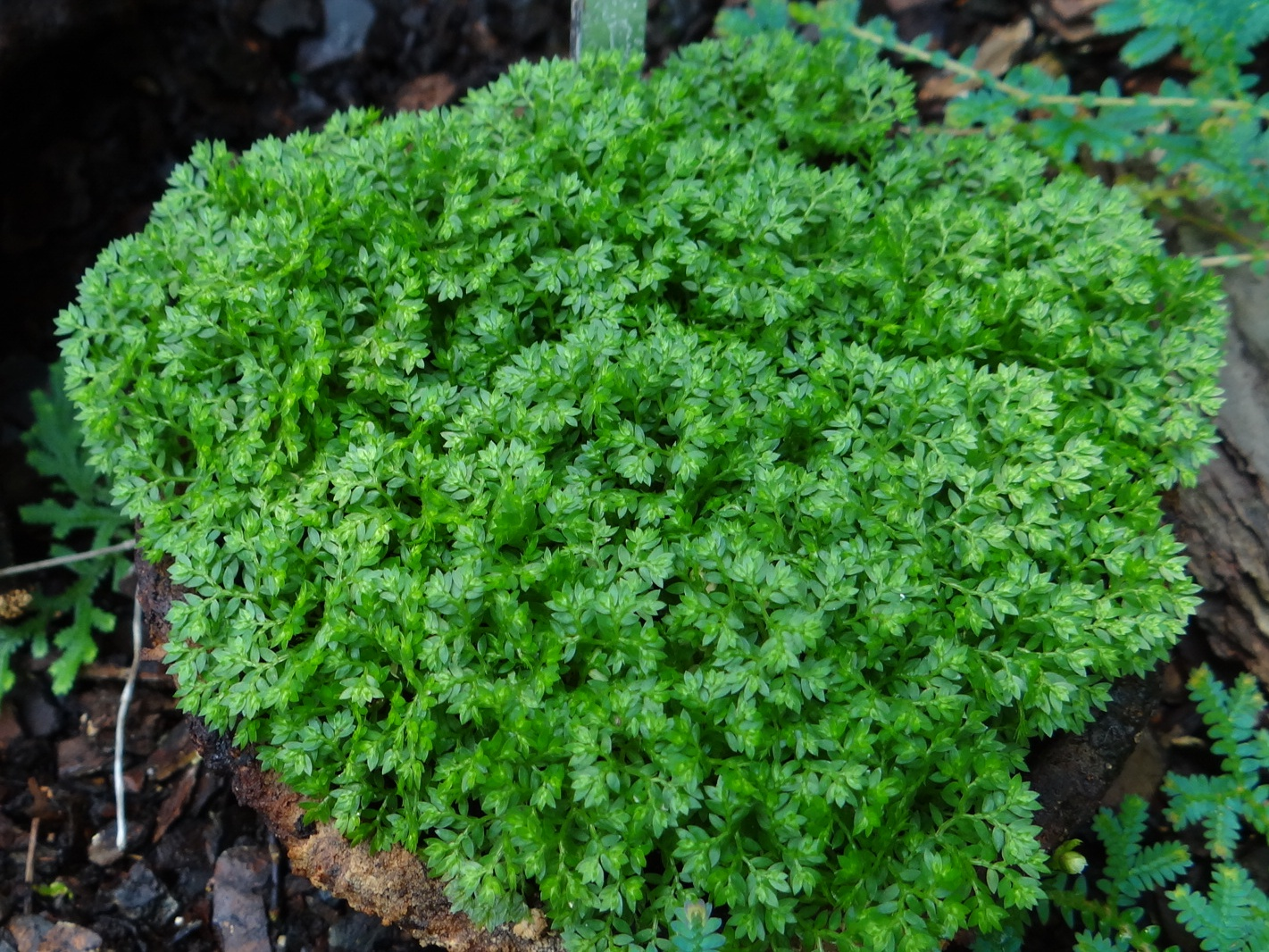
Vista de la planta

## Distribución y hábitat
Es una licófita nativas de gran parte de la región oriental de Estados Unidos y partes del noreste de México. Hallada primariamente en suelos inundables, en hábitats tales como pantanos, campos humedales, bosques abiertos y  a lo largo de los bancos en los arroyos. En las tierras bajas, ya que la planta, sólo se ha registrado en alturas inferiores a 100 m s. n. m. Tiene riesgo bajo de extinción.

## Descripción
Está estrechamente relacionado con Selaginella eclipes y S. ludoviciana , de los cuales se ha informado que forma híbridos. Este grupo se caracteriza por los relativamente planos estróbilos y grandes megaesporófilos que se producen en el mismo plano que las hojas laterales.

## Taxonomía
Selaginella apoda fue descrita por (L.) Spring y publicado en Flora Brasiliensis 1(2): 119. 1840.
Sinonimia
- Diplostachyum apodum (L.) P. Beauv.
- Lycopodioides apoda (L.) Kuntze
- Lycopodium albidulum Sw.
- Lycopodium apodum L.
- Selaginella albidula (Sw.) Spring[4]